# Smittskyddslagen
Smittskyddslagen (2004:168) är en lag i Sverige och ska enligt portalparagrafen tillgodose befolkningens behov av skydd mot spridning av smittsamma sjukdomar. Lagen är en utveckling av 7 § i kapitlet om allmänfarliga brott i Brottsbalken.
Lagen innehåller bland annat regler om anmälningsplikt och handläggning av vissa smittsamma sjukdomar och föreskrifter om smittskyddsåtgärder som riktar sig till människor.
Med smittsamma sjukdomar avses i denna lag alla sjukdomar som kan överföras till eller mellan människor och som kan innebära ett inte ringa hot mot människors hälsa.
Med allmänfarliga sjukdomar avses smittsamma sjukdomar som kan vara livshotande.
Med samhällsfarliga sjukdomar avses allmänfarliga sjukdomar som kan få en spridning i samhället som innebär en allvarlig störning eller överhängande risk för en allvarlig störning i viktiga samhällsfunktioner och som kräver extraordinära smittskyddsåtgärder.

## Anmälningspliktiga sjukdomar
I lagens bilaga listas anmälningspliktiga sjukdomar.
Tanken med lagen är att vissa sjukdomar är såpass allvarliga och smittsamma att det blir en samhällsfara, med risk för epidemi, om en smittad individ inte får vård.  Därför har en individ som drabbas av en av dessa sjukdomar en särskild plikt att söka vård och genomgå behandling och plikt att hjälpa till att spåra smittan och undvika att smitta andra. Samtidigt har individen rätt till kostnadsfri vård och fria läkemedel.

## Ansvaret för smittskyddet
Folkhälsomyndigheten ansvarar för samordning av smittskyddet på nationell nivå. Folkhälsomyndigheten ska som expertmyndighet följa och analysera det epidemiologiska läget nationellt och internationellt och föreslå åtgärder för att landets smittskydd skall fungera effektivt.
Varje region ansvarar för att behövliga smittskyddsåtgärder vidtas inom regionen. I varje region skall det finnas en smittskyddsläkare.

## Anmälan av sjukdomsfall och epidemiologisk övervakning
En behandlande läkare som misstänker eller konstaterar fall av allmänfarlig sjukdom eller annan anmälningspliktig sjukdom, ska utan dröjsmål anmäla detta till smittskyddsläkaren i den region där den anmälande läkaren har sin yrkesverksamhet och till Folkhälsomyndigheten.

## Isolering
Den som bär på en allmänfarlig sjukdom får isoleras om
1. det av omständigheterna klart framgår att den enskilde inte är beredd eller i stånd att frivilligt underkasta sig de åtgärder som krävs för att förebygga eller så långt som möjligt minska risken för smittspridning, eller
2. det finns grundad anledning anta att den enskilde inte följer de förhållningsregler som har beslutats.[11]